# Graphene Flagship

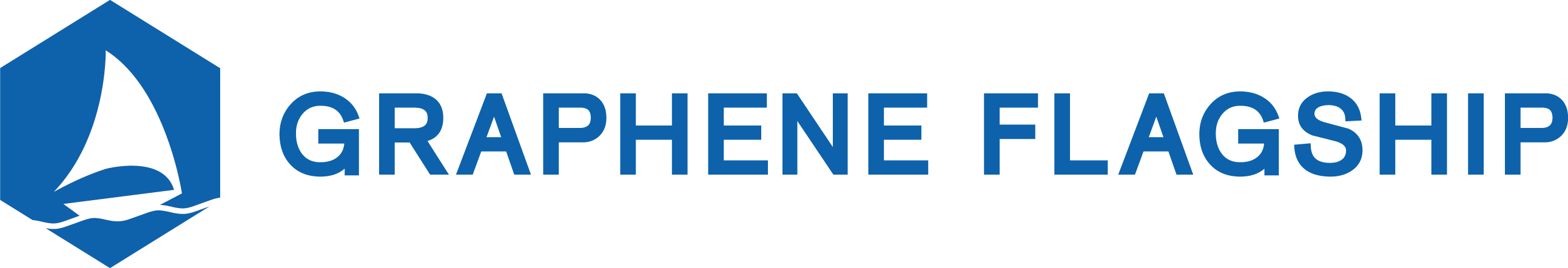
Логотип проєкту Graphene Flagship

Graphene Flagship — дослідницька ініціатива, проєкт Європейського Союзу. Являє собою нову форму спільних, скоординованих дослідницьких ініціатив у безпрецедентному масштабі з бюджетом у 1 млрд. Євро. Завдяки об'єднаному академічно-промисловому консорціуму дослідницькі зусилля охоплюють весь ланцюжок створення вартості, починаючи від виробництва матеріалів і закінчуючи інтеграцією компонентів та систем, і спрямовані на низку конкретних цілей, які використовують унікальні властивості графену. Існує критика цієї та подібних ініціатив, яка стверджує, що надмірне фінансування досліджень та інновацій, пов'язаних з графеном, непропорційне оцінкам промислового потенціалу.

## Мета
Graphene Flagship призначена для об'єднання академічних та промислових дослідників, щоб перенести графен із сфери академічних лабораторій в європейське суспільство протягом десяти років, створюючи тим самим економічне зростання, нові робочі місця та нові можливості для європейців, як інвесторів, так і найманих працівників.

## Історія
У 2009 р. Європейська комісія визначила необхідність Європі вирішити великі наукові та технологічні виклики епохи шляхом довгострокових, багатопрофільних зусиль у галузі досліджень та розробок. Один із перших європейських флагманських проєктів зі складу Future and Emerging Technologies (FET), Graphene Flagship був заснований у жовтні 2013 року. Graphene Flagship спочатку був реалізований як Сьома рамкова програма під егідою Генерального директорату Європейської комісії з питань комунікаційних мереж, контенту та технологій (DG Connect). Тепер консорціум потрапить під рамки дослідницьких та інноваційних проєктів, наступників FP7, Horizon 2020. Другий флагманський проєкт зі складу FET, Human Brain Project, покликаний революціонізувати майбутнє неврології. У травні 2016 року ЄК оголосла про третій флагманський проєкт FET, Quantum Technology Flagship, який стане ключовою частиною інфраструктури даних та обчислювальної техніки, яка лежить в основі Європейської хмарної ініціативи, як частина стратегії Комісії щодо цифровізації європейської промисловості.

## Організація
Graphene Flagship координується Технічний університет Чалмерса із Гетеборгу, Швеція. Директором Graphene Flagship є професор Ярі Кінарет, керівник групи теорії конденсованих речовин кафедри прикладної фізики університету Чалмерса. Заступником директора проєкту Graphene Flagship є професор Патрік Йоханссон, професор-дослідник Технологічного університету Чалмерса. Оперативним керівництвом займається директор та керівна група, яку очолює науковий співробітник, професор Андреа Феррарі від Кембриджського університету, і включає флагманського директора, керівника відділу інновацій та п'ять керівників підрозділів. Стратегічні рішення приймає Виконавчий комітет, до складу якого входять члени групи управління та десять членів, обраних Генеральною Асамблеєю з усіх 150 партнерів.
Стратегічна консультативна рада складається із всесвітньо відомих наукових та промислових експертів, у тому числі чотирьох нобелівських лауреатів. Його ключовими завданнями є консультування щодо стратегічних дослідницьких рішень та питань, що стосуються поводження та захисту інтелектуальної власності, водночас полегшуючи контакти з відповідними національними та міжнародними науково-дослідними програмами та виступаючи послами Флагмана Графена. Головою Стратегічної консультативної ради є професор сер Андрій Гейм, Університет Манчестера, Манчестер, Велика Британія. Graphene Flagship розділений на 20 робочих пакетів, 15 зосереджуються на конкретних науково-технічних темах, а п'ять присвячені інноваціям та операційним / управлінським функціям.
Робочі пакети згруповані у шість підрозділів для покращення співпраці та спілкування. Одним з підрозділів є розміщення партнерських проєктів.

## Фінансування
Graphene Flagship розділений на два окремі етапи: 30-місячний етап зростання в рамках 7-ї Рамкової програми (1 жовтня 2013 р. — 31 березня 2016 р.) із загальним фінансуванням Європейської Комісії 54 млн. Євро, і стадію стійкого стану в рамках Програми Horizon 2020 з очікуваним фінансуванням Європейської Комісії у розмірі 50 млн євро на рік. Під час фази Сьомої рамкової програми Graphene Flagship був реалізований як комбінація двох інструментів: проєкту спільної роботи, координації та підтримки (CP-CSA) та Європейської мережі дослідницьких просторів Plus (ERANET+), тоді як у H2020 Graphene Flagship впроваджується як одиночний інструмент. У Сьомій рамковій програмі CP-CSA фінансувався Єврокомісією згідно зі стандартними схемами фінансування Сьомої рамкової програми, а ERANET+ фінансувався спільно Єврокомісією та внесками організацій держав-членів. У H2020 єдиний інструмент фінансування: спільно ЄК та державами-членами.